# Caradon
Caradon (Limba cornică: Karadon) este un district ne-metropolitan situat în Regatul Unit, în comitatul Cornwall din regiunea South West, Anglia. 

## Orașe din cadrul districtului
- Liskeard
- Looe
- Saltash
- Torpoint